# Городоцьке братство
Городо́цьке бра́тство (братство при церкві Іоанна Хрестителя) — національно-релігійна громадська організація православних руських (українських) шляхтичів м. Городок.

## Історія
Засновано 1590 року навколо церкви Іоанна Хрестителя, тоді ж було прийняло статут на основі статуту Львівського Успенського братства. З моменту заснування братство за власний кошт утримувало школу і шпиталь.
У 1592—1593 роках виступало проти свавілля перемиського православного єпископа Михайла Копистенського і городоцького священика-намісника Григорія Попеля, які вважали братство єретичним.
Вплив Городоцького братства зріс настільки, що київський митрополит Михайло Рогоза в 1593 році запросив його членів до участі в Берестейському православному соборі. Братчики 1594 року брали участь у Берестейському православному соборі.
1611 року керівники братства Михайло Курилович, Гриць Маляр, Гриць Кунащик, Павло Захарчич, Іван Кравецький очолили виступ міщан за участь представників українського населення в магістраті.
Після Городоцької битви 1655 року між поляками та козаками місто значним чином постраждало. В результаті османської навали 1672 року майно братства разом з містом істотно постраждали. Після цього відбувається занепад православного братства в місті. Остаточно припинило своє існування на початку 1690-х років.